# Юзчишин Олег Степанович
Юзчишин Олег Степанович (нар. 22 червня 1948, м. Тернопіль) — український спортивний діяч. Заслужений працівник фізичної культури і спорту України (1999). Тренер вищої категорії (1995). Почесні грамоти Міністерств фізичної культури і спорту; сім'і, молоді та спорту.
Кандидат у майстри спорту СРСР з важкої атлетики і настільного тенісу (1970).

## Біографія
Закінчив ТДПІ (1974, нині ТНПУ).
Працював на Тернопільському авторемзаводі (1964—1967), інструктором-методистом із фізкультури і спорту об'єднаного колективу фізкультури побутових підприємств при Тернопільському міському побуткомбінаті (1967—1974, 1975—1993).
Від грудня 1993 — начальник Тернопільського обласного центру інвалідного спорту «Інваспорт».
З ініціативи та під керівництвом Юзчищина у Тернополі відкрито спеціальну спортивну школу, де тренуються понад 400 інвалідів. Юзчишин тренує спортсменів-інвалідів із важкої атлетики, армрестлінгу, пауерліфтингу. Підготував 18 чемпіонів України. Під його керівництвом проводять спортивно-масові заходи, спортсмени-інваліди готуються до всеукраїнських та міжнародних змагань, Паралімпійських ігор.
Від 1997 року — член виконкому Тернопільського обласного відділення Національного олімпійського комітету (НОК).